# Siegmund Eibenschütz

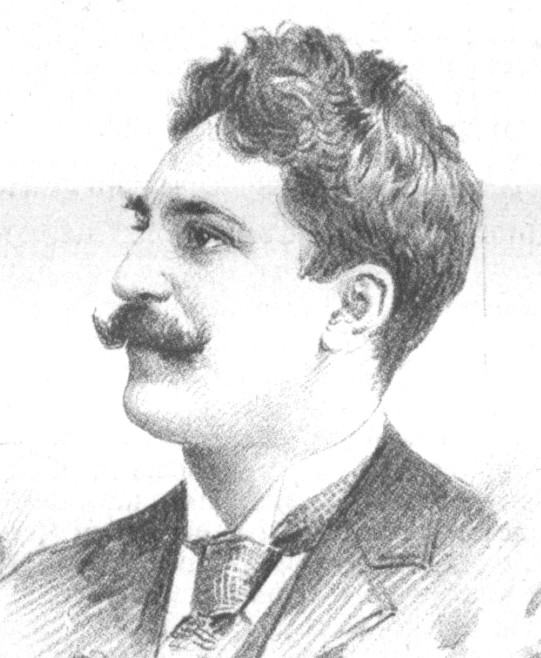
Siegmund Eibenschütz, 1902

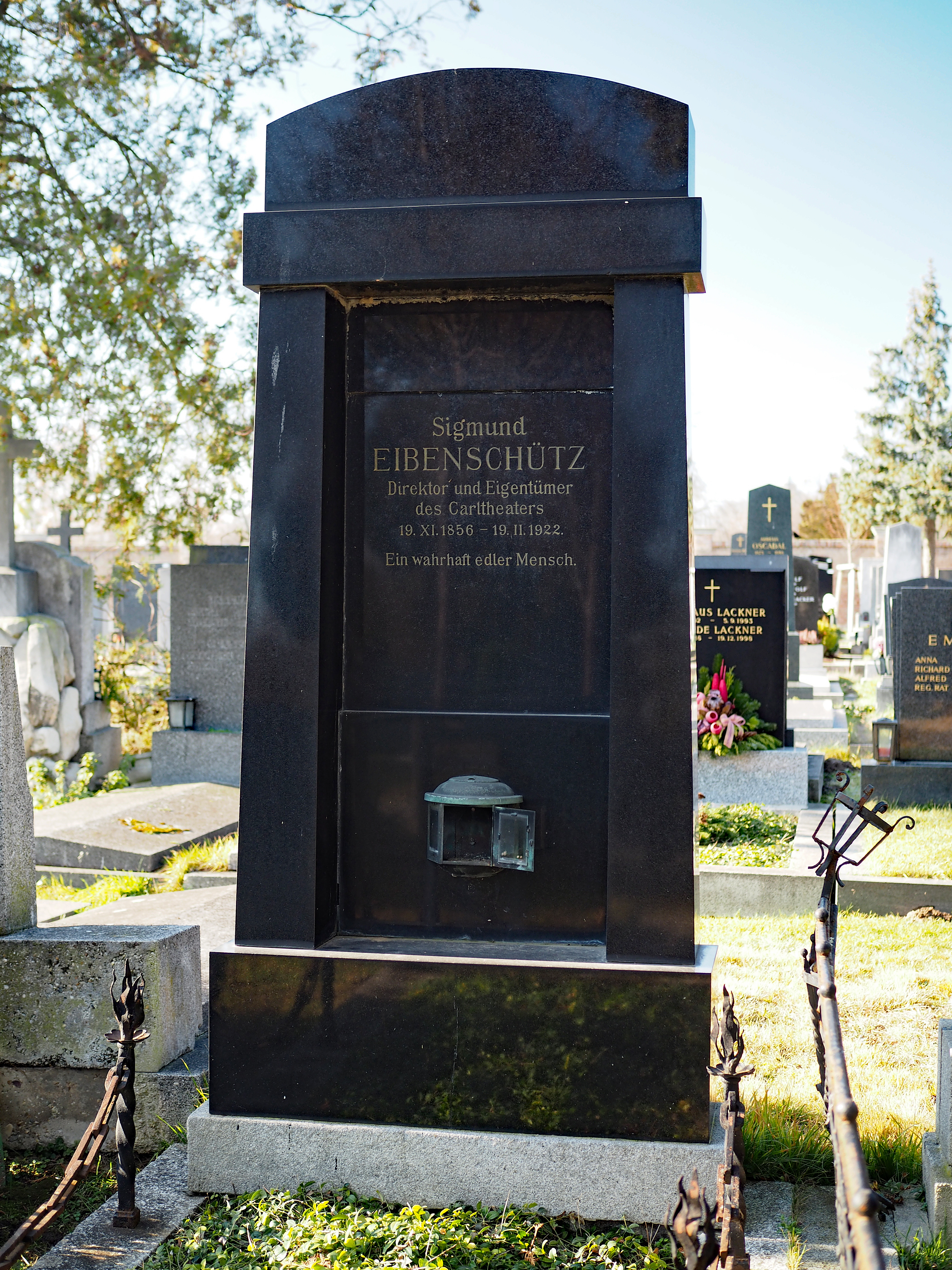
Grab von Siegmund (Sigmund) Eibenschütz auf dem Wiener Zentralfriedhof

Siegmund Eibenschütz (* 19. November 1856 in Budapest, Kaisertum Österreich; † 19. Februar 1922 in Wien) war ein österreichischer Theaterleiter und Dirigent.

## Leben
Eibenschütz studierte an der Musikakademie Budapest bei Franz Liszt, Robert Volkmann und Franz Erkel. Gemeinsam mit seiner Schwester Ilona, die eine bedeutende Klaviervirtuosin war, unternahm er Konzertreisen durch ganz Europa. Schließlich ließ er sich in Wien nieder und wurde Opernkorrepetitor in der Schule von Louise Dustmann bei Pauline Lucca.
Seit 1887 dirigierte er an allen großen Theatern in Österreich und band sich 1895 für zehn Jahre ans Theater an der Wien. Seine Frau war die bekannte Soubrette Dora Keplinger. 1907 wurde er Gesellschafter von Andreas Amann, dem Leiter des Carltheaters, das er schließlich von 1908 bis zu seinem Tod leitete. Unter seiner Direktion wurden am Carltheater nur Operetten gespielt, und von 19 Werken gab es nur sechs, die weniger als 100 Mal en suite zur Aufführung gelangten. Zu den bekannteren Werken zählten Franz Lehárs „Zigeunerliebe“ und Oskar Nedbals „Polenblut“.
Er wurde auf dem Evangelischen Friedhof Wien-Simmering (Wiener Zentralfriedhof, Tor 3, Gruppe VIII, Av. 29) beigesetzt.
Seine Schwestern waren die Pianistin Ilona Eibenschütz, die Opernsängerin Riza Eibenschütz und die Schauspielerin Gina Eibenschütz, seine Tochter die Gesangspädagogin Maria Theodora Eibenschütz.